# Actinomyxa
Actinomyxa is een monotypisch geslacht in de familie Microthyriaceae. Het bevat alleen de soort Actinomyxa australiensis.